# Discurso del cinco por uno
El discurso del cinco por uno es el nombre dado al último discurso que el presidente argentino Juan Domingo Perón dio desde el balcón de la Casa Rosada dos semanas antes de ser derrocado por un golpe de Estado. El discurso fue pronunciado el 31 de agosto de 1955, dos meses después que la sectores de las fuerzas armadas antiperonistas asesinara a más de 300 personas al bombardear Plaza de Mayo.
Durante el discurso Perón aludió a los asesinatos cometidos por la oposición y los movimientos golpistas, anunciando que el gobierno y el pueblo responderían violentamente a los actos subversivos, de modo tal que "cuando uno de los nuestros caiga, caerán cinco de los de ellos". Finalmente Perón decidió no convocar a la población para resistir el golpe de Estado que se inició el 16 de septiembre y renunció, abandonando el país para exiliarse finalmente en España. Perón apoyó la resistencia peronista a las dictaduras y persecuciones políticas realizadas luego de 1955. Luego de 18 años de proscripción y exilio, y prohibición del peronismo, Perón fue vuelto a elegir como presidente de la Nación en 1973, con un 62% de los votos.

## Contexto
Desde 1951 la oposición antiperonista incrementó sus acciones violentas destinadas a derrocar al gobierno constitucional, incluyendo intentos de golpe de Estado como el que condujo el general retirado Benjamín Menéndez el 28 de septiembre de 1951 y actos terroristas como el atentado de la Plaza de Mayo del 15 de abril de 1953, donde fueron asesinados seis manifestantes peronistas y heridos más de noventa.
El espiral de violencia alcanzó su pico máximo el 16 de junio de 1955, cuando una conspiración cívico-militar, con apoyo de sectores de la Iglesia católica, bombardeó la Plaza de Mayo con aviones de guerra, asesinado a 308 personas y un número adicional que no pudo ser identificado debido a la gravedad de las mutilaciones recibidas.
A lo largo del mes de agosto de 1955 grupos de la oposición antiperonista realizaron dos nuevos actos terroristas en la Ciudad de Buenos Aires, causando la muerte de un policía.
Ante el aumento de la violencia política y con el fin de pacificar al país, el 30 de agosto el presidente Perón ofreció su renuncia a la Presidencia de la Nación, en una nota dirigida al presidente del Partido Peronista Alejandro Leloir, como alternativa para conciliar al país dividido. La Confederación General del Trabajo, perteneciente al movimiento peronista, convocó para el día siguiente a un paro general de trabajadores y una concentración en Plaza de Mayo con el objeto de solicitar al general Perón que no renuncie.

## El discurso
El 31 de agosto fue un día frío y nublado. El acto comenzó a las 17:00 con un discurso del titular de la CGT, Hugo di Pietro, seguido de la cabeza de la Rama Femenina del partido, Delia Parodi. A las 18:30 Perón salió al balcón. Si bien todos esperaban que Perón se retractase de su propuesta, no previeron el tenor violento del discurso.

He querido llegar hasta este balcón, ya para nosotros tan memorable, para dirigirles la palabra en un momento de la vida política, y de mi vida, tan trascendental y tan importante, porque quiero en viva voz llegar al corazón de cada uno de los argentinos que me escuchan. (...) Hace poco tiempo esta Plaza de Mayo ha sido testigo de una infamia más de los enemigos del pueblo. Doscientos inocentes han pagado con su vida la satisfacción de esa infamia.
Juan Domingo Perón.

Al hablar de "infamia" y los doscientos muertos, Perón se estaba refiriendo al Bombardeo de la Plaza de Mayo, realizado por una conspiración cívico-militar antiperonista dos meses antes.
También recordaba Perón el tránsito pacífico que había ofrecido hasta entonces como opción a sus opositores, con violencia como respuesta:

(...) infamia. Todavía nuestra inmensa paciencia y nuestra extraordinaria tolerancia, hicieron que no solamente silenciáramos tan tremenda afrenta al pueblo y a la nacionalidad, sino que nos mordiéramos y tomáramos una actitud pacífica y tranquila frente a esa infamia. Esos doscientos cadáveres destrozados fueron un holocausto más que el pueblo ofreció a la patria. Pero esperábamos ser comprendidos, aun por los traidores, ofreciendo nuestro perdón a esa traición. Pero se ha visto que hay gente que ni aún reconoce los gestos y la grandeza de los demás.
Después de producidos esos hechos, hemos ofrecido a los propios victimarios nuestra mano y nuestra paz. Hemos ofrecido una posibilidad de que esos hombres se reconcilien cn su propia conciencia.
¿Cuál ha sido su respuesta? Hemos vivido dos meses en una tregua que ellos han roto con violentos, aunque esporádicos e inoperantes. Pero ello demuestra su voluntad criminal. Han contestado los dirigentes políticos con discursos tan superficiales como insolentes: los instigadores, con su hipocresía de siempre, sus rumores y sus panfletos. Y los ejecutores, tiroteando a los pobres vigilantes en las calles. 
La contestación para nosotros es bien clara: ¡no quieren la pacificación que les hemos ofrecido! De esto surge una conclusión bien clara: quedan solamente dos caminos, para el gobierno una represión ajustada a los procedimientos subversivos, y para el pueblo una acción y una lucha que condigan con la violencia a que quieren llevarlo. Por eso, yo contesto a esta presencia popular con las mismas palabras del 45: ¡a la violencia le hemos de contestar con una violencia mayor!
Con nuestra tolerancia exagerada nos hemos ganado el derecho de reprimirlos violentamente. Y desde ya establecemos como una conducta permanente para nuestro Movimiento: aquel que en cualquier lugar intente alterar el orden en contra de las autoridades constituidas o en contra de la Ley o lde la Constitución, ¡puede ser muerto por cualquier argentino!

Esta conducta, que ha de seguir todo peronista, no solamente va dirigida contra los que ejecutan, sino también contra los que conspiran o inciten. Hemos de restablecer la tranquilidad entre el gobierno, sus instituciones y el pueblo, por la acción del gobierno, las instituciones y el pueblo mismo. La consigna para todo peronista, esté aislado o dentro de una organización ¡es contestar a una acción violenta con otra más violenta! ¡Y cuando uno de los nuestros caiga, caerán cinco de los de ellos!
Juan Domingo Perón.

La memoria colectiva ha recogido estas últimas palabras en el canto popular «cinco por uno / no va a quedar ninguno». El sociólogo Juan Carlos Torre consideró este discurso como uno de los principales y más tempranos llamados a la violencia política, que se multiplicaría en la década de 1960. Otros estudiosos señalan en cambio el atentado de la Plaza de Mayo del 15 de abril de 1953 y sobre todo la masacre de cientos de personas causada por el bombardeo de la Plaza de Mayo dos meses antes, con aviones de guerra pintados con el símbolo religioso de "Cristo Vence", como el "hito" principal que desencadenó la violencia política y el terrorismo de Estado en las siguientes dos décadas.

Compañeros y compañeras: Hemos dado suficientes pruebas de nuestra prudencia. Daremos ahora suficientes pruebas de nuestra energía. Que cada uno sepa que donde esté un peronista estará una trinchera que defiende los derechos de un pueblo. ¡Y que sepan también que hemos de defender los derechos y las conquistas del pueblo argentino aunque tengamos que terminar con todos ellos!
Juan Domingo Perón.

Desde varios años atrás venían actuando grupos armados antiperonistas que cometían actos terroristas, como el atentado de la Plaza de Mayo del 15 de abril de 1953 en pleno acto sindical, en el que una bomba asesinó a seis manifestantes peronistas y dejó más de noventa heridos. Como respuesta, ese mismo día, grupos peronistas quemaron edificios identificados con la oposición antiperonista. Uno de los temores más grandes de los antiperonistas era que se armara al pueblo peronista. El 1 de mayo de 1953, durante el acto del Día Internacional de los Trabajadores, Perón se refirió al atentado terrorista cometido dos semanas antes y a los incendios posteriores, para pedir a sus simpatizantes que no hicieran justicia por mano propia ("Yo les pido, compañeros, que no quemen mas, ni hagan nada más de esas cosas").

Que cada uno de ustedes recuerde que ahora la palabra es la lucha y la lucha se la vamos a hacer en todas partes y en todo lugar. ¡Y también que sepan que esta lucha que iniciamos no ha de terminar hasta que no los hayamos aniquilado y aplastado!
(...)
Nuestra nación necesita paz y tranquilidad para el trabajo, porque la economía de la Nación y el trabajo argentino suponen la necesidad de la paz y de la tranquilidad. ¡Y eso lo hemos de conseguir persuadiendo, y si no, a palos!
(...)
Pueblo y Gobierno hemos de tomar las medidas necesarias para reprimir con la mayor energía todo intento de alteración del orden. ¡Pero yo pido al pueblo que sea él también un custodio, si cree que lo puede ser, que tome las medidas más violentas contra los alteradores del orden! Este es el último llamado y la última advertencia que hacemos a los enemigos del pueblo. ¡Después de hoy, han de venir acciones y no palabras! Compañeros: para terminar quiero recordar a cada uno de ustedes que hoy comienza para todos nosotros una nueva vigilia en armas. Cada uno de nosotros debe considerar que la causa del pueblo está sobre nuestros hombros, y ofrecer todos los días, en todos los actos, la decisión necesaria para salvar esa causa del pueblo.
Juan Domingo Perón.

## Consecuencias, opiniones, y legado
El escritor antiperonista Ezequiel Martínez Estrada calificó el discurso de «torpe traspié», y concluyó que ese discurso fue causa de la caída de Perón.

Es inconcebible que un político de tan consumada habilidad y de tan fino tacto para percibir instantáneamente las reacciones de su auditorio como Perón, haya podido incurrir en el torpe traspié del 31 de agosto de 1955. Ese discurso ocasionó su caída. Exuberante de odios y de soberbia, incitó a sus partidarios al crimen en masa y dirigió sus bayonetas civiles al pecho de los militares.
Ezequiel Martínez Estrada

El crítico de arte Pablo Sirvén, también antiperonista, calificó el discurso de Perón del 31 de agosto de 1955 como «el discurso más violento de toda su carrera».
Por su lado, el historiador peronista de izquierda José Pablo Feinman critica a Perón por no haber transformado sus palabras en hechos y no haber «dado batalla» frente a la insurrección golpista antiperonista:

Seamos claros: un líder no puede decir el discurso que dijo Perón el 31 de agosto de 1955 y meterse en una cañonera de otro país (“¡tomarse el buque!”) dos semanas más tarde. El discurso del 31 de agosto no tiene otra opción más que asumirse. El líder que lo dijo se pone al frente de esas palabras, no las niega y huye. Esas palabras incendiaron los ánimos de los obreros y es posible que hayan llevado a muchos más allá del esquema del Estado de Bienestar. Por primera vez Perón reclamaba la acción directa de su pueblo...

Ahí hay una grave asimetría entre el discurso y la praxis. Si un conductor dice que ése que intente alterar el orden puede ser muerto por cualquier argentino. Si dice: “Y cuando uno de los nuestros caiga caerán cinco de ellos”. Si dice que la lucha no va a terminar hasta que “no los hayamos aniquilado o aplastado”, ¡no puede huir 15 días después! Ese discurso del 31 de agosto se le fue de las manos. Cuando salió del balcón empezó a pedir que le trajeran a Bengoa, el jefe de policía. Llega Bengoa y le dice: “Hoy puede pasar cualquier cosa. Ponga una decena de policías por cuadra. Saque a todos sus efectivos a la calle”. Ya se había atemorizado de su propio discurso.
José Pablo Feinman

El 21 de marzo de 1975 Ernesto Piantoni, líder de la organización parapolicial peronista Concentración Nacional Universitaria, fue asesinado en la ciudad de Mar del Plata, por Montoneros. Como reacción, esa misma noche, la CNU decidió vengar a su líder matando a cinco personas, también peronistas: Jorge Enrique Videla, Guillermo Videla, Jorge Lisandro Videla, Enrique Elizagaray y Bernardo Alberto Goldemberg. El hecho es conocido como la Masacre del cinco por uno. Entre los autores se encontraban Gustavo Demarchi, Mario Ernesto Durquet, Fernando Alberto Otero, José Luis Granel, Juan Pedro Asaro, Juan Carlos Asaro y Roberto Justel. Algunos de los culpables fueron enjuiciados y condenados en 2016, cuarenta y un años después de los crímenes.